# Петар Ковачевић
Петар Ковачевић (?? — 1455) је био српски војвода из властелинске породице Дињичић која је имала своје посједе у источним дјеловима краљевине Босне, област Јадара, син је Ковача Дињичића.
Петар је био један од најистактујијих чланова династије Дињичић. Он је 27. јула 1440. године примљен за грађанина Дубровника. У великој хришћанској коалицији против Турака, пристао је уз деспота Ђурђа Бранковића. Велику хришћанску коалицију предводио је угарски краљ Владислав I, ердељски властелин Јанко Хуњади и деспот Ђурађ. Војска је бројала 25.000 угарских и 8.000 српских коњаника међу којима је било и 700 Петрових коњаника. Са деспотом Ђурђем Бранковићем заузео је Сребреницу 1443. године. Нешто касније, Петар је у међувремену напустио деспота. О овом догађају нема ближих података, али се зна да је 1455. године по налогу краља Стефана Томаша напао Сребреницу. Ту је убијен од стране Ђурђeве војске, а један спис то биљежи ријечима:
Уби Дмитар Радојевић Петра Ковачевића под Сребреницом
.